# Ресенчани
Ресенчани (единствено число ресенчанец, на македонска литературна норма: Ресенчани) са жителите на град Ресен, Северна Македония. Това е списък на най-известните от тях.

## Родени в Ресен
А – Б – В – Г – Д –
Е – Ж – З – И – Й —
К – Л – М – Н – О —
П – Р – С – Т – У —
Ф – Х – Ц – Ч – Ш —
Щ – Ю – Я

### А
- Александър Попевтимов, български духовник, архиерейски наместник в Дойран и в родния си град
- Анастас Башев (1855 – 1944), български просветен деец
- Андрей Анастасов (около 1826 – 1909), български книжар
- Андрей Башев (1858 – 1927), български политик
- Андрей Ляпчев (1866 – 1933), български политик, министър-председател на България
- Андрея Атанасов, търговец в Цариград, спомоществувател на българското учебно дело през Възраждането, включително на Македонската дружина.[1]
- Ариф Джелал от Преспа, арестуван преди април 1904 година, обвинен, че е „откраднал добитък и задигнал други предмети, когато християнското население от село Щърково по време на бунта избягало в планините“, осъден на 1 година от Апелативния наказателен съд, лежал в Битолския затвор, амнистиран с общата амнистия от 12 април 1904 година[2]
- Асен Татарчев (1893 – ?), български революционер
- Атанас Божинов, български революционер от ВМОРО, четник на Петър Радев – Пашата[3]
- Атанас Симов, доброволец в четата на Георги Бабаджанов през Сръбско-българската война в 1885 година[4]
- Ахмед Ниязи бей (1873 – 1913), османски военен, младотурчин

### Б
- Бети Рабаджиевска-Наумовска (р. 1973), северномакедонска лекарка и политик
- Божидар Татарчев (1870 – 1940), български революционер, лекар и общественик
- Борис Мильовски (1921 – 1991), югославски политик
- Борис Велев (1901 – 1944), деец на ВМРО
- Борис Стрезов (1879 – 1947), български военен, полковник и революционер, деец на ВМОК

### В
- Вельо (Велю) Милошев Младенов (около 1800 – 1893), български общественик, председател на градинарския еснаф в Цариград, член на Привременния смесен екзархийски съвет
- Владимир Радев, български просветен деец, македоно-одрински опълченец

### Г
- Георги Илиев, български опълченец, ІІI опълченска дружина[5]
- Георги Филипов, български общественик и журналист

### Д
- Давуд бег син на Абедин бег от Преспа,[6] арестуван преди април 1904 година, обвинен, че е „откраднал добитък и задигнал други предмети, когато християнското население от село Щърково по време на бунта избягало в планините“, осъден на 1 година от Апелативния наказателен съд, лежал в Битолския затвор, амнистиран с общата амнистия от 12 април 1904 година[2]
- Даниела Илиевска (р. 1983), северномакедонска скулпторка
- Димитър Владов (1873 – 1917), български революционер, член на Върховния македоно-одрински комитет
- Димитър Джуров (1879 – след 1943), български революционер от ВМОРО
- Димитър Николов, български аптекар, член на Илинденската организация
- Димитър Попевтимов, български революционер, комунист
- Димитър Райчанов (1865 – след 1943), български революционер от ВМОРО
- Димитър Трайчев, български революционер от ВМОРО, четник на Славейко Арсов[7]
- Димитър Тасев Тауков (1869 – 1914), български търговец, основател на Софийската популярна банка[8]
- Добрила Кацарска (р. 1957), северномакедонска съдийка
- Драган Петков (1879 – ?), български просветен деец и революционер
- Драги Тозия (1919 – 1983), югославски партизанин и деец на НОВМ

### Е
- Евтим Воденичаров (1885 – ?), български юрист и общественик
- Евтим Ляпчев, български общественик
- Ефтим Филипович, български революционер

### З
- Захари Велев, български лекар[9]
- Захарина (Захария) Димитрова (1873 – 1940), българска лекарка

### И
- Иван Ан. Доревски (1880 – ?), завършил зъболекарство в Женевския университет в 1910 година[10]
- Иван Лазаров Стрезов (17 януари 1917 – ?), завършил в 1941 година право в Софийския университет[11]
- Иван Михайлов, български революционер от ВМОРО, четник на Кочо Цонков[12]
- Илия Константинов, български революционер от ВМОРО, четник на Зисо Попов[13]
- Илия Наумов, интербригадист[14]
- Илия Шентев, български просветен деец и общественик

### Й
- Йован Проевски (1932 – 2003), съдия от Република Македония

### К
- Калчо Стоянов (около 1842 – преди 1908), български печатар
- Кемал Комина (р. 1950), северномакедонски писател
- Кирил Мильовски (1912 – 1983), югославски политик и академик
- Кирил П. Шулинчев, български лекар, емигрантски деец в Синсинати, САЩ[15]
- Климент Кочовски (? – 1905), български революционер от ВМОРО
- Коста Николов, български опълченец, ІІI опълченска дружина, към 1918 г. живее в София[5]
- Коста Николов (1872 – 1957), български просветен деец
- Кръстю Стрезов, завършил медицина в Одеса 1908 година[16]

### Л
- Ламбо Берберчето (? – 1903), български революционер от ВМОРО, загинал в Охридско като четник[17]
- Лефтер Георгиев, доброволец в Ученическия легион на Българската армия през Сръбско-българската война в 1885 година[18]

### М
- Милка Пантелеева Татарчева-Чолакова, завършила гимназия в София и медицина в Грацкия университет[19]
- Митко Котовевски (р. 1956), северномакедонски учен
- Михаил Димитров, учил в Робърт колеж от 1919/1920 до 1925/1926 година, когато завършва[20]
- Михаил Макашов (1884 – ?), български революционер
- Михаил Татарчев (1864 – 1917), български революционер

### Н
- Наум Башев, български лекар
- Наум Тюфекчиев (1864 – 1916), български терорист
- Никола Костадинов, български революционер
- Никола Лабаков, български търговец
- Никола Ляпчев (1860 – 1903), български революционер
- Никола Михайловски, български революционер
- Никола Тюфекчиев (1873 – ?), завършил инженерство в Лиежкия университет в 1898 година, електроинженерство в Нанси в 1904 година[21]

### О
- Огнян Никола, помощник на учителя в Герман, арестуван през септември 1903 година, обвинен в „даване на укритие на българските бунтовници“, осъден на 3 години каторга, заточен в Диарбекир, амнистиран с общата амнистия от 12 април 1904 година[22]

### П
- Пантелей Башев (1877 – ?), български просветен деец
- Петър Николов Ставрев, български инженер[23][24]
- Петър Стрезов (1870 – ?), български революционер
- Пимен Европейски (Сотир Илиевски) (1971 – ), европейски митрополит на Македонската православна църква
- Преслав Ляпчев (1886 – 1916), български военен деец, флотски офицер

### Р
- Рагип Шахвар от Преспа, арестуван преди април 1904 година, обвинен, че е „откраднал добитък и задигнал други предмети, когато християнското население от село Щърково по време на бунта избягало в планините“, осъден на 1 година от Апелативния наказателен съд, лежал в Битолския затвор, амнистиран с общата амнистия от 12 април 1904 година[2]
- Радослав Петковски (1916 – 1955), писател от НР Македония
- Ристо Никовски (р. 1942), северномакедонски дипломат
- Рифат Нуман, арестуван преди април 1904 година,[25] обвинен, че е „дръзнал да убива и да граби по време на битките, които се случили в ресенските села по време на бунта“, осъден от Апелативния наказателен съд, лежал в Битолския затвор, амнистиран с общата амнистия от 12 април 1904 година[26]

### С
- Сабит Кранли (р. 1945), северномакедонски юрист
- Светлана Христова–Йоцич (1941 – 2012), северномакедонска писателка и поетеса
- Симеон Радев (1879 – 1967), български писател и дипломат, автор на „Строителите на съвременна България“
- Симеон Ив. Стрезов, висш чиновник в Министерството на Земеделието през Първата световна война[27]
- Славейко Стрезов (? – 1915), български военен
- Сотир Тренчев, български юрист и общественик
- Спас Велев, български съдия[28]
- Стефан А. Бакладжиев, български дипломат, консул в Одрин в 1935 – 1939 година
- Стрезо Стрезовски (р. 1925), северномакедонски юрист

### Т
- Таня Царовска (р. 1980), северномакедонска певица
- Тодор Чукалев (1908 – 1991), български общественик, деец на МПО
- Трайче Тенев, български революционер от ВМОРО, четник на Славейко Арсов[29]

### Ф
- Флора Димитрова, българска учителка и революционерка

### Х
- Христина Стефанова (1880 – след 1943), българска учителка и революционерка
- Христо Райчинов, български адвокат и общественик, македоно-одрински опълченец, председател на Ресенското благотворително братство
- Христо Татарчев (1869 – 1952), български общественик, един от основателите на ВМОРО
- Хюсеин Ибрахим, арестуван преди април 1904 година, обвинен, че е „дръзнал да пали къщи и да граби по време на битките, които се случили в ресенските села по време на бунта“, осъден от Апелативния наказателен съд, лежал в Битолския затвор, амнистиран с общата амнистия от 12 април 1904 година[25]

### Ц
- Цвятко Трайков (? – 1903), български революционер

### Ш
- Шемсудин Кязим, арестуван преди април 1904 година, обвинен, че „по време на сблъсъка с българските разбойници откраднал 13 глави добитък от имота на християните“, осъден на 1 година от Първостепенния наказателен отдел, лежал в Битолския затвор, амнистиран с общата амнистия от 12 април 1904 година[30]

## Починали в Ресен
А – Б – В – Г – Д —
Е – Ж – З – И – Й —
К – Л – М – Н – О —
П – Р – С – Т – У —
Ф – Х – Ц – Ч – Ш —
Щ – Ю – Я

### Б
- Боян Панайотов (1883 – 1906), български революционер

### К
- Кръсте Трайков (1875 – 1943), български революционер

## Други
- Андрей Башев (1900 – 1929), български лекар, по произход от Ресен
- Венцеслав Евтимов (1932 – 1919), български йога
- Геласий (1933 – 2004), висш български духовник митрополит, по произход от Ресен
- Иван Кленовски, родом от Дупница, български учител в Ресен между декември 1876 – февруари 1879 година[31]
- Иван Попвасилев, български учител в Ресен между 1875 – 1876 година, родом от Охрид[32]
- Петър Шулинчевски (1938 – 2015), футболист, по произход от Ресен
- Спиро Симеонов (1881 – ?), български революционер